# Asghar Farhadi
Asghar Farhādi (AFI: [æsɢæɾ fæɾhɑdiː], in persiano اصغر فرهادی‎; Homāyun Šahr, 7 maggio 1972) è un regista, sceneggiatore e produttore cinematografico iraniano.
Due suoi film hanno vinto l'Oscar al miglior film straniero, Una separazione nel 2012 e Il cliente nel 2017.

## Biografia
Farhādi nasce nel 1972 a Homāyun Šahr, ribattezzata Khomeyni Šahr in onore dell'ayatollah Khomeyni in seguito alla rivoluzione del 1979. I genitori gestivano un negozio di alimentari dove lui dava una mano dopo la scuola. La sua infanzia è segnata dalla guerra d'invasione da parte dell'Iraq, in cui suo fratello maggiore combatte da volontario, ma durante la quale Farhādi finirà anche per appassionarsi al cinema grazie alla visione dei film di propaganda alleati che venivano proiettati nel capoluogo di provincia di Eṣfahān per "tenere alto il morale nazionale".
Incoraggiato dai genitori a perseguire le sue ambizioni artistiche, gira a 13 anni il suo primo cortometraggio con una cinepresa 8 millimetri fornitagli da un'associazione giovanile governativa. Si iscrive all'università di Teheran per studiare cinema, ma viene spostato nel corso di teatro, cosa che vedrà all'inizio come «una seccatura» ma che invece si rivelerà cruciale nel formare la sua sensibilità attraverso l'incontro con Ibsen, Strindberg, Čechov ed altri maestri del dramma borghese. Si laurea con una tesi su Stanislavskij.

### Carriera
All'inizio degli anni novanta, mentre è ancora all'università, comincia a scrivere per l'emittente statale IRIB dei radiodrammi che riscuotono un certo successo finché, all'età di 23 anni, non ottiene di dirigere le proprie sceneggiature televisive.
Nel 2003 scrive e dirige il suo primo lungometraggio per il cinema, Raqs dar ghobār, a cui nel 2004 fa seguire Šahr-e zibā, entrambi d'impegno sociale. È però solamente a partire dal suo terzo film da regista, Čahāršanbe Sūrī (2006), che Farhādi trova la cifra stilistica che caratterizzerà la sua carriera futura, mettendo in scena le vite di coppie sposate del proprio milieu piccolo-borghese e riprendendo in mano la lezione del teatro (il film rispetta infatti le tre unità aristoteliche).
Con About Elly vince l'Orso d'argento per il miglior regista al Festival internazionale del cinema di Berlino del 2009; il film vi vince anche il premio del pubblico, nonché il premio al miglior regista al Fajr International Film Festival e quello per il miglior film narrativo al Tribeca Film Festival.
Nel 2011 scrive, dirige e produce Una separazione, il suo film di maggior successo in patria e all'estero, dove vince l'Oscar al miglior film in lingua straniera ai premi Oscar 2012, mentre Farhādi viene personalmente candidato per la migliore sceneggiatura originale. Il film riceve numerosi altri riconoscimenti, tra cui l'Orso d'oro al Festival di Berlino 2011 e il Golden Globe al miglior film straniero.
Nel 2013 è la volta del suo primo film all'estero, scrivendo e dirigendo la co-produzione franco-italiana Il passato, con Tahar Rahim e Bérénice Bejo.

Essendo cittadino iraniano, a causa dell'ordine esecutivo nº 13769 emanato il 27 gennaio 2017 dal Presidente degli Stati Uniti Donald Trump, Farhādi non avrebbe potuto recarsi alla cerimonia dei premi Oscar 2017 dove il suo film Il cliente era candidato come miglior film in lingua straniera. In seguito alla revoca dell'ordine esecutivo, ha deciso comunque di non essere presente alla cerimonia in segno di protesta. Farhādi ha affidato ad una lettera la sua dichiarazione, letta sul palco al ritiro dell'Oscar vinto: 
«Mi dispiace non essere con voi, ma la mia assenza è dovuta al rispetto per i miei concittadini e per i cittadini della altre sei nazioni che hanno subito una mancanza di rispetto a causa di una legge disumana che ha impedito l'ingresso negli Stati Uniti agli stranieri. Dividere il mondo fra noi e gli altri, i "nemici", crea paure e crea una giustificazione ingannevole per l'aggressione e la guerra e questo impedisce lo sviluppo della democrazia e dei diritti umani in paesi che a loro volta sono stati vittime di aggressioni. Il cinema può catturare le qualità umane e abbattere gli stereotipi e creare quell'empatia che oggi ci serve più che mai.»
Nel 2018 scrive e dirige in Spagna la co-produzione franco-italo-spagnola Tutti lo sanno, con Penélope Cruz e Javier Bardem.
Nel 2020 torna a girare in Iran con Un eroe, passato in concorso l'anno successivo al Festival di Cannes, dove ottiene il Grand Prix ex aequo con Scompartimento n. 6 di Juho Kuosmanen.

## Filmografia

### Regista e sceneggiatore
- Raqs dar ghobār (2003)
- Šahr-e zibā (2004)
- Čahāršanbe Sūrī (2006)
- About Elly (Darbāre-ye Elly) (2009)
- Una separazione (Jodāyi-e Nāder az Simin) (2011)
- Il passato (Le Passé) (2013)
- Il cliente (Forušande) (2016)
- Tutti lo sanno (Todos lo saben) (2018)
- Un eroe (Qahremān) (2021)

### Produttore
- About Elly (Darbāre-ye Elly) (2009)
- Una separazione (Jodāyi-e Nāder az Simin) (2011)
- Il cliente (Forušande) (2016)
- Un eroe (Qahremān) (2021)

### Costumista
- Raqs dar ghobār (2003)
- Čahāršanbe Sūrī (2006)
- About Elly (Darbāre-ye Elly) (2009)

### Scenografo
- Čahāršanbe Sūrī (2006)
- About Elly (Darbāre-ye Elly) (2009)

## Riconoscimenti
- Premio Oscar
  - 2012 – Candidatura alla migliore sceneggiatura originale per Una separazione
- Festival di Berlino
  - 2009 – Orso d'argento per il miglior regista per About Elly
  - 2009 – In concorso per l'Orso d'oro per About Elly
  - 2012 – Orso d'oro per Una separazione
  - 2012 – Premio della giuria ecumenica per Una separazione
- Festival di Cannes
  - 2013 – Premio della giuria ecumenica per Il passato
  - 2013 – In concorso per la Palma d'oro per Il passato
  - 2016 – Prix du scénario per Il cliente
  - 2016 – In concorso per la Palma d'oro per Il cliente
  - 2018 – In concorso per la Palma d'oro per Tutti lo sanno
  - 2021 – Grand Prix Speciale della Giuria (ex aequo) per Un eroe
- Premio César
  - 2012 – Premio César per il miglior film straniero per Una separazione
  - 2014 – Candidatura al miglior film per Il passato
  - 2014 – Candidatura al miglior regista per Il passato
  - 2014 – Candidatura alla migliore sceneggiatura originale per Il passato
- David di Donatello
  - 2012 – David di Donatello per il miglior film straniero per Una separazione
- Chicago Film Critics Association
  - 2012 – Candidatura alla migliore sceneggiatura originale per Una separazione
- Premio Goya
  - 2019 – Candidatura al miglior regista per Tutti lo sanno
  - 2019 – Candidatura alla migliore sceneggiatura originale per Tutti lo sanno
- Nastro d'argento
  - 2012 – Candidatura al regista del miglior film non europeo per Una separazione
- Los Angeles Film Critics Association
  - 2011 – Migliore sceneggiatura per Una separazione
- Premio Lumière
  - 2014 – Candidatura alla migliore sceneggiatura per Il passato
- National Society of Film Critics
  - 2012 – Migliore sceneggiatura per Una separazione